# Turning Stone Resort Championship

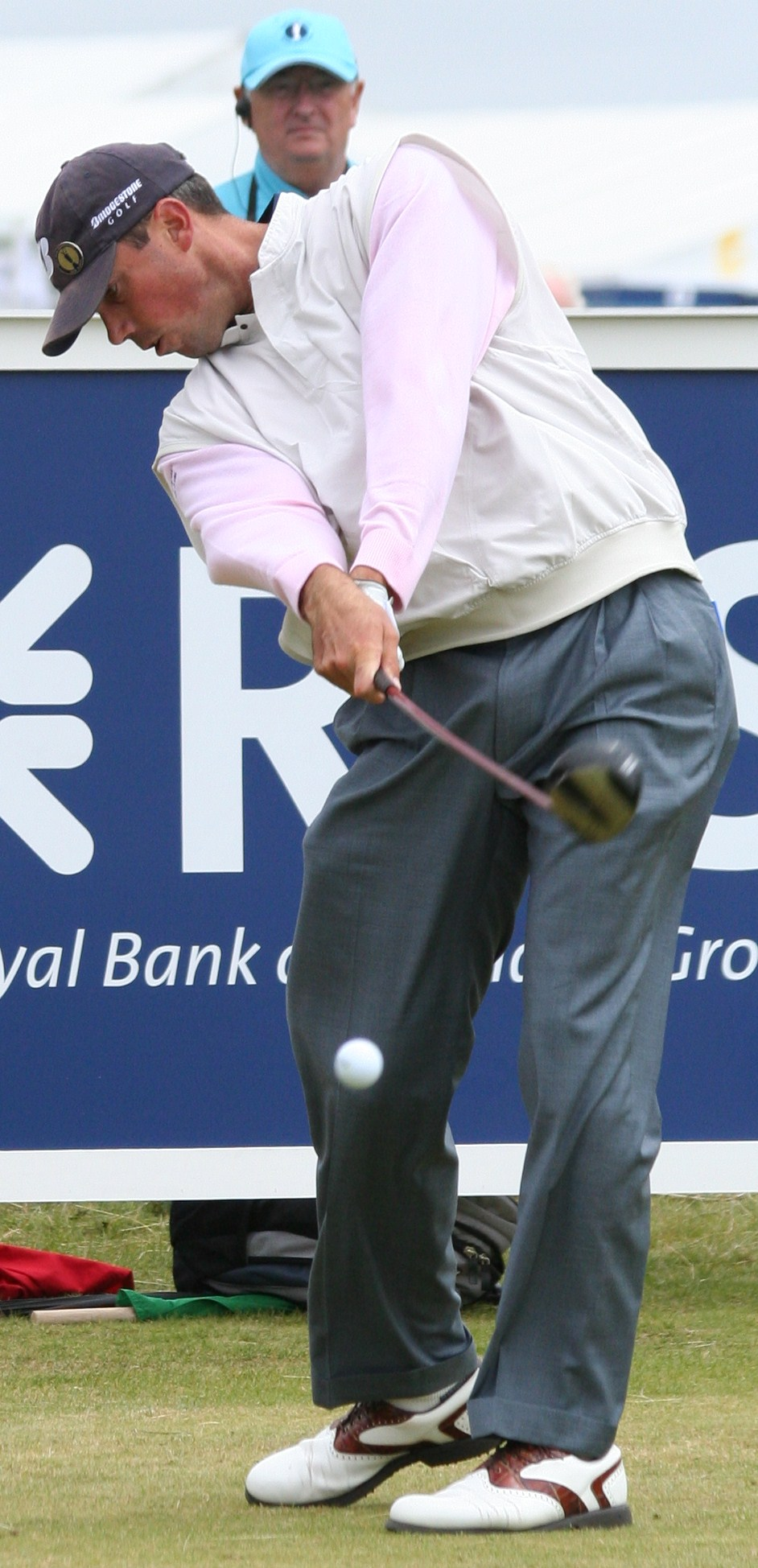
Matt Kuchar

O Turning Stone Resort Championship foi um torneio de golfe profissional no calendário do PGA Tour, disputado pela primeira vez em 2007 no Atunyote Golf Course, em Verona, Nova Iorque. Em 2009, Matt Kuchar e Vaughn Taylor terminaram empatados com 271 tacadas, 17 abaixo do par, e tiveram que decidir o título no desempate por "morte súbita". Matt conquista o título ao vencer o playoff.

## Campeões
| Ano  | Campeão        | País           | Resultado | Par | Margem    | Vice-campeão   | Prêmios ($) |
| ---- | -------------- | -------------- | --------- | --- | --------- | -------------- | ----------- |
| 2010 | Bill Lunde     | Estados Unidos | 271       | −17 | 1 tacada  | J. J. Henry    | 720 000     |
| 2009 | Matt Kuchar    | Estados Unidos | 271       | −17 | Playoff   | Vaughn Taylor  | 1 080 000   |
| 2008 | Dustin Johnson | Estados Unidos | 279       | −9  | 1 tacada  | Robert Allenby | 1 080 000   |
| 2007 | Steve Flesch   | Estados Unidos | 270       | −18 | 2 tacadas | Michael Allen  | 1 080 000   |